# Чоудхури, Ахсануддин
Ахсануддин Чоудхури (бенг. ফম আহসানউদ্দিন চৌধুরী; 1 июля 1915 — 30 августа 2001) — государственный и политический деятель Бангладеш, президент страны в 1982—1983, член партии Джатия.

## Биография
Родился в округе Маймансингх (ныне — Бангладеш), получил степень бакалавра права в университете Дакки, с 1942 года служил в судебной системе Британской Индии, а затем — Пакистана, был мировым судьей в Силхете, Рангпуре и Дакке, в декабре 1968 года тогдашним президентом Пакистана Айюб Ханом был назначен судьёй Высокого суда в Дакке, а в 1974 — судьёй Апелляционной инстанции Верховного суда Бангладеш. Уволился с государственной службы службы в 1977 году.
После военного переворота в марте 1982 года начальник штаба армии Хуссейн Мохаммад Эршад, как главный военный администратор, назначил А. Чоудхури президентом Бангладеш 27 марта 1982 года. Эту должность он занимал до 10 декабря 1983 года.
На протяжении всей жизни А. Чоудхури занимался социальной и благотворительной деятельностью. Он был руководителем национальной организации скаутов Бангладеш, председателем попечительского совета детской больницы в Дакке, председателем Национального Фонда ментального здоровья, председателем попечительского совета юридического колледжа Дакки, а также занимал ряд других должностей.
Умер в Дакке 30 августа 2001 года.